# كارمين بوينو
كارمين بوينو (بالإسبانية: Carmen Bueno)‏ هي ممثلة تشيلية، ولدت في 16 يوليو 1950 في سانتياغو في تشيلي.

## وصلات خارجية
- كارمين بوينو على موقع IMDb (الإنجليزية)